# Ken Follett's The Pillars of the Earth
Ken Follett's The Pillars of the Earth è un'avventura grafica sviluppata e pubblicata dallo studio tedesco Daedalic Entertainment. È basato sul romanzo omonimo di Ken Follett, pubblicato nel 1989. La prima parte del gioco è stata rilasciata il 16 agosto 2017, la seconda parte il 13 dicembre 2017, e la terza parte il 29 marzo 2018.

## Trama
Il gioco si apre con un prologo ambientato in una foresta, dove assistiamo alla nascita di Jonathan, terzogenito di Tom, abbandonato dal padre dopo la morte della madre Agnes. Il gioco poi continua con gli eventi del romanzo, che vengono narrati in tre parti, ambientate in periodi di tempo differenti. Alla fine del gioco vi è un epilogo ambientato 20 anni dopo gli eventi della terza parte

## Modalità di gioco
The Pillars of the Earth segue le regole di una classica avventura grafica: il giocatore controlla uno dei tre personaggi giocabili alla volta. Il gioco è quasi interamente controllato dal mouse e presenta un inventario accessibile con un click del tasto destro del mouse. Gli oggetti raccolti vengono conservati nell'inventario dei rispettivi personaggi per poi venire usati o combinati con altri oggetti per poter risolvere semplici puzzle.
In The Pillars of the Earth i personaggi sono quelli del romanzo, tra cui: Aliena, Agnes, Alfred, Martha, Jack, Philip, Richard, Tom, Waleran Bigod, Thomas Becket e William Hamleigh. Solo alcuni personaggi sono giocabili: Tom, Philip, Jack, e Aliena. I personaggi visitano i luoghi del romanzo, oltre ad alcuni luoghi reali come Gloucester, Salisbury, e Winchester.

## Accoglienza
The Pillars of the Earth ha ricevuto recensioni generalmente favorevoli secondo Metacritic, con un punteggio di 78/100 basato su 20 recensioni.